# Fitotelmo

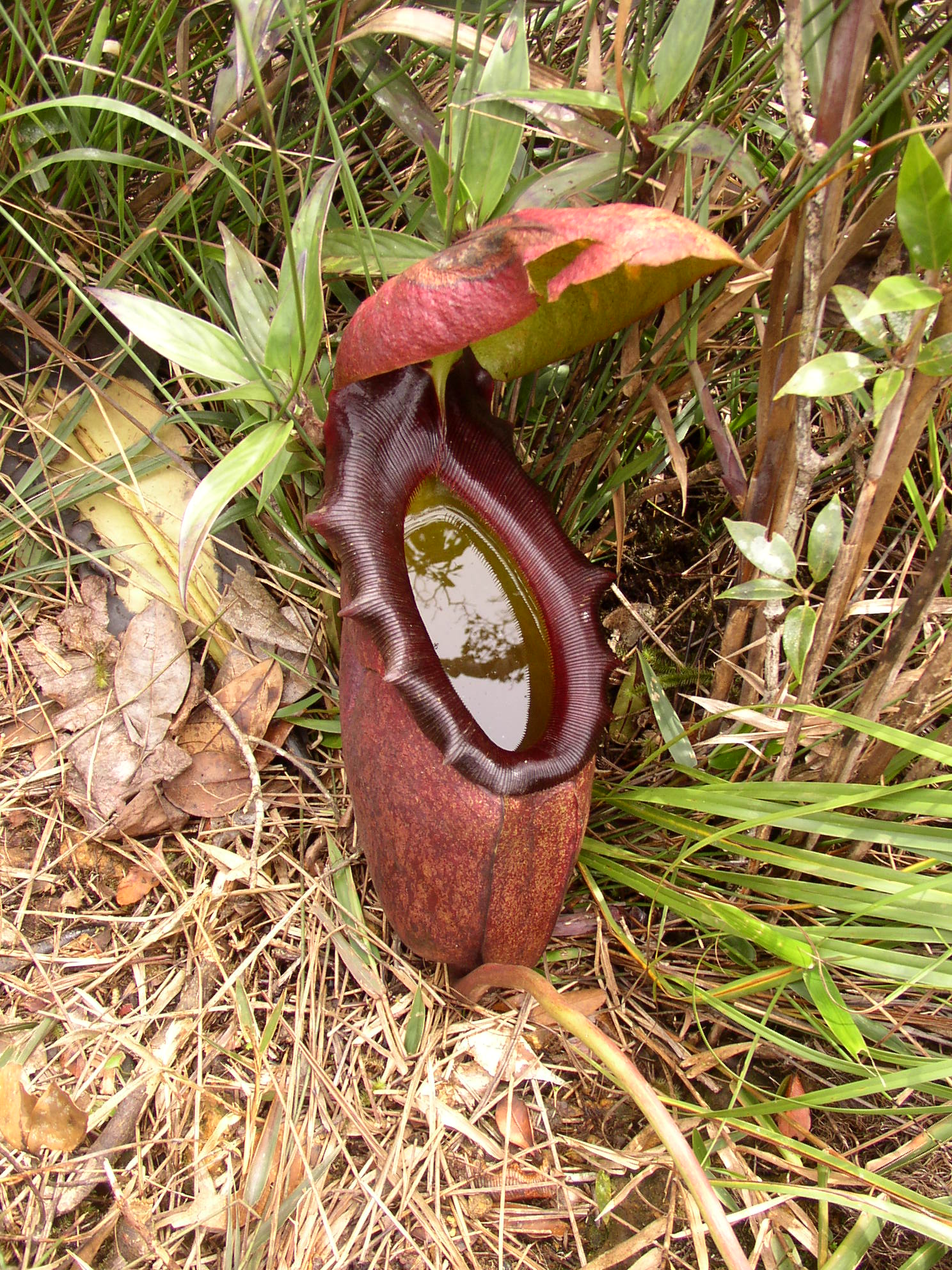
Estrutura em Nepenthes rajah que funciona como um fitotelmo.

Os fitotelmos são  depósitos  de  água  pluvial  armazenados  em   cavidades  e  depressões  de plantas  terrestres, estejam estas inseridas em folhas  modificadas,  axilas  foliares,  flores,  frutos  ou mesmo no caule da planta.  Operam como tanques biológicos vivos e vegetais, de tamanhos e formas variadas, sendo capazes de armazenar formas de vida diversas, formando ecossistemas de multiplas escalas. As bromélias-tanque são um exemplo de espécie de planta, onde se formam fitotelmos.